# Vélo Club Saint-Hilaire-du-Harcouët
Le Vélo Club Saint-Hilaire-du-Harcouët, ou Vélo-club saint-hilairien (VCH), est un club de cyclisme basé à Saint-Hilaire du Harcouët, dans la Manche en Normandie en France.

## Histoire
Le VC Saint-Hilaire-du-Harcouët a été fondé le 2 octobre 1946, notamment par André Aubernon, sous la présidence de René Cap, mais c’est le 15 octobre 1952 que les statuts définitifs ont été approuvés par un bureau présidé par Maurice Cauny. Le club avait pris un premier départ en 1910 à l’initiative de Maurice Boulay, Paul Burgot et Anatole Angot. Mais l'association a par la suite été plongée dans un long sommeil du fait des deux guerres mondiales. Les couleurs du maillot du club sont le jaune et le rouge.
En 2003, la section junior est ctéée.
Le VC Saint-Hilairien organise une vingtaine de courses chaque année, dont le Grand Prix de Saint-Hilaire-du-Harcouët créé en 1963.
Le 26 novembre 2016, le club fête ses 70 ans, avec 2 297 victoires à son palmarès, dont un titre de champion du monde amateur de cyclo-cross en 1967 avec Michel Pelchat, et la fierté d'avoir formé 18 coureurs professionnels .

## Palmarès et coureurs illustres
Le VC Saint-Hilaire a fait émerger plusieurs champions et coureurs devenus professionnels. Parmi eux, il y a Eugène Letendre, qui fit deux Tours de France en 1956 et 1958, Maurice Jamois, Charly Rouxel, Jean-Claude Bagot, Michel Pelchat, Mikaël Cherel, Guillaume Martin, Arnaud Courteille, Maxime Daniel, Pierre Gouault, Maxime Renault, Jean Dupont, Michel Coroller, Jacques et Bernard Osmont, Claude Lechatellier, Philippe Tesnière, Stéphane Guay, et Guillaume Faucon. Ces noms ont fait l'histoire et le renom du club, auxquels on peut ajouter Raymond Guilbert, Didier Martinez, les frères Brault, Durel, Aubernon, Belliard et Paul Lapeira.
Depuis 1966, huit féminines ont porté les couleurs jaunes et rouges du club saint-hilairien : Annie Langlois, Chantal Lelandais, Florence et Annick Garnier, Valérie Boulay, Delphine Cheval, Lucie Brault et Pauline Clouard qui a été médaillée de bronze sur piste en poursuite par équipe aux championnats du monde 2016 en catégorie junior. En 2003, le club a créé une équipe junior. 103 ont été recensés jusqu'à ce jour. L'équipe 2004 a gagné 34 courses sur 38 disputées avec notamment Mikaël Cherel et Alexandre Binet, tous les deux devenus champions de France. Au total, les juniors ont décroché 128 succès en quatorze saisons. 
Le VC Saint-Hilaire compte à son palmarès 11 titres de champion de France avec Michel Pelchat, en cyclo-cross en 1964 et 1965, Louis Brault, sur route UNSS en 1967, Jacky Gadbled, en contre la montre par équipe en 1972, Mikaël Cherel, champion de France juniors en 2003, Gilbert Daniel, champion de France sur route des élus en 2004, 2005, 2009 et 2014, Alexandre Binet, champion de France sur route junior en 2004, et Maxime Daniel, champion de France sur piste juniors de poursuite par équipe en 2009.
Le Vélo Club Saint-Hilaire a également décroché un titre de champion du monde de cyclo-cross en 1967 avec Michel Pelchat à Berne, un titre de champion d’Europe junior avec Nicolas Malle en septembre 2016 à Plumelec, 63 titres de champion de la Manche et 44 titres de champion de Normandie. Depuis 1946, le club a totalisé 2 297 victoires.

## Organisation de courses
Le club a organisé de nombreuses courses, étapes de tours et championnats de 1962 à 2016.
- 1962 : championnats de France sur route (amateurs, indépendants et sociétés)
- 1967 : test olympique
- 1969 : Tour de l’Avenir
- 1971 : Ruban Granitier Breton
- 1975 : Critérium national sur route (professionnels)
- 1979 : Tour de France (étape Saint-Hilaire–Deauville)
- 1981 : championnat de France juniors
- de 1950 à 1970 : 9 Critériums du Moulin de Virey
- de 1981 à 1990 : 10 Polynormandes
- 1983 – 1984 : Challenge Normandie de cyclo-cross
- 1986 : Tour de France (la 7e étape Cherbourg-Saint-Hilaire, remportée par Ludo Peeters, et la 8e étape Saint-Hilaire–Nantes, remportée par Eddy Planckaert) et Tour de France féminin (étape Granville–Saint-Hilaire)
- de 1971 à 1992 : 28 finales du Trophée de la Manche
- 1984 à 1998 : 8 étapes du Tour de Normandie
- 1992 : Tour de l’Avenir
- 1980 à 1997 : 6 Tour de la Manche, 62 Grand Prix d’ouverture à Saint-Hilaire, un championnat de Normandie des départementaux à Savigny-le-Vieux en 2004 et un championnat de Normandie des écoles de cyclisme en 2015.

De 1983 à 2000, le VC-Saint-Hilaire-du-Harcouët a été le leader régional des organisateurs de courses. En 1972, 31 épreuves dont cinq du trophée de la Manche étaient mises sur pied. En 1994, 45 organisations étaient enregistrées. En 1996, parmi les 44 épreuves, cinq étaient inscrites au calendrier national.
En 2024, avec le VC Avranches, le club organise les championnats de France de cyclisme sur route du 20 au 23 juin : les arrivées sont toutes prévues à Saint-Martin-de-Landelles, les circuits sur les routes de la Communauté d'agglomération Mont-Saint-Michel-Normandie . Son ancien sociétaire Paul Lapeira y remporte la course Élite, surclassant tous les favoris.

## Présidents successifs du club
| Période             | Président             |
| ------------------- | --------------------- |
| -                   | René Cap              |
| -                   | Maurice Cauny         |
| -                   | Lucien Lepelley       |
| 1964 - 1976         | André Aubernon        |
| -                   | Guy Philippe          |
| 1985 - 2004         | Jean Lamy             |
| 2004 - octobre 2009 | Jean-Claude Lebranchu |
| octobre 2009 - 2018 | Michel Chérel         |
| 2018 - 2024         | Michel Boulay         |
| 2024 - (en cours)   | Franck Waxin          |

## Galerie de coureurs du club

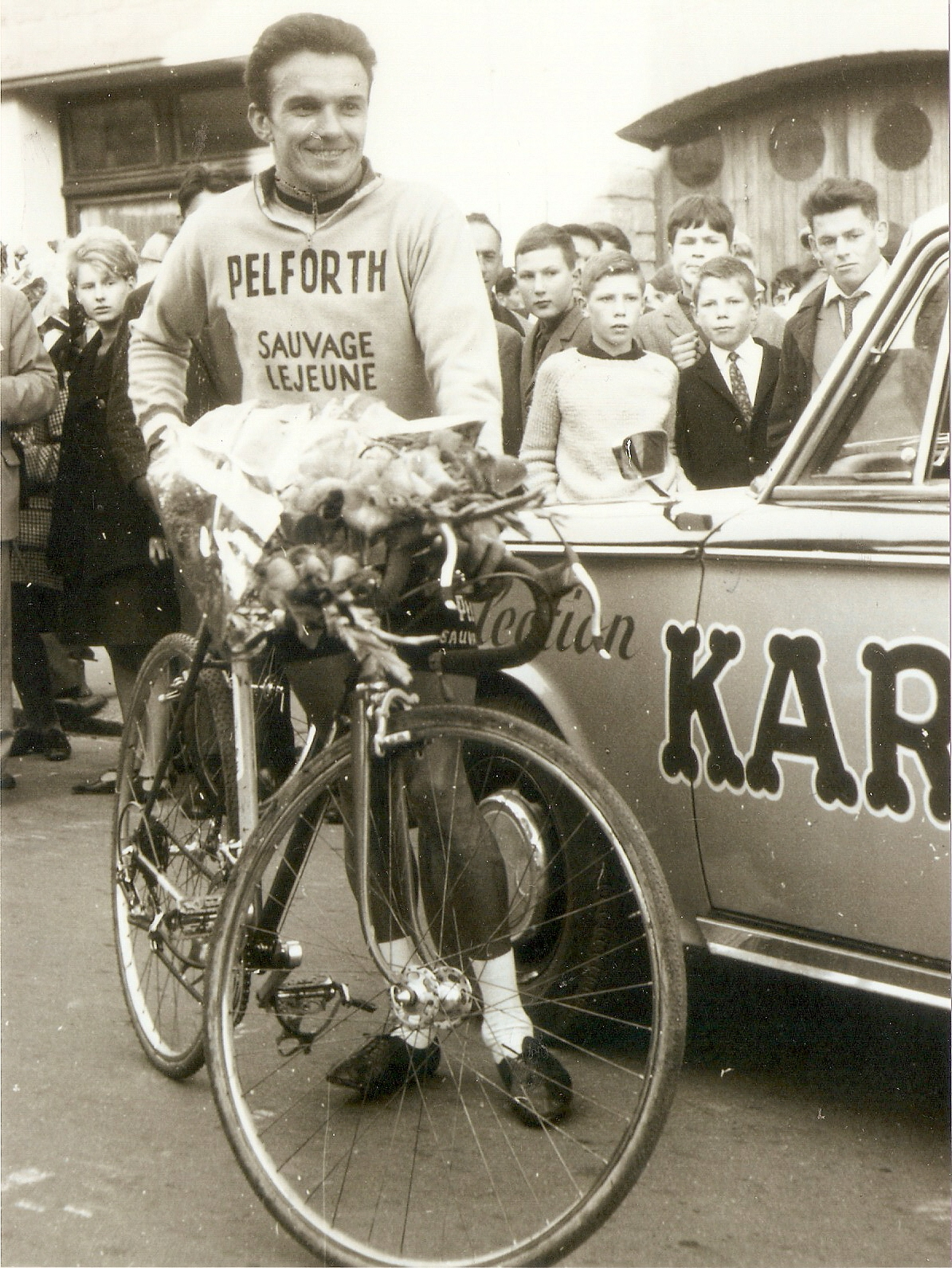
Michel Pelchat en 1965.
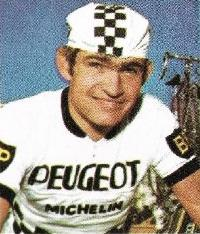
Charly Rouxel en 1972.
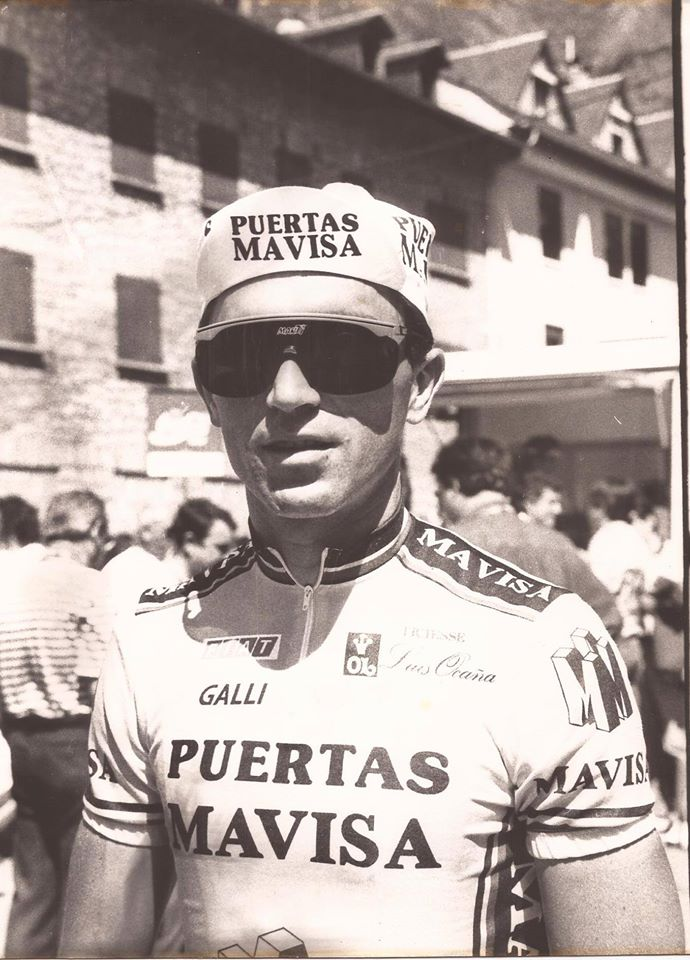
Stéphane Guay en 1989.

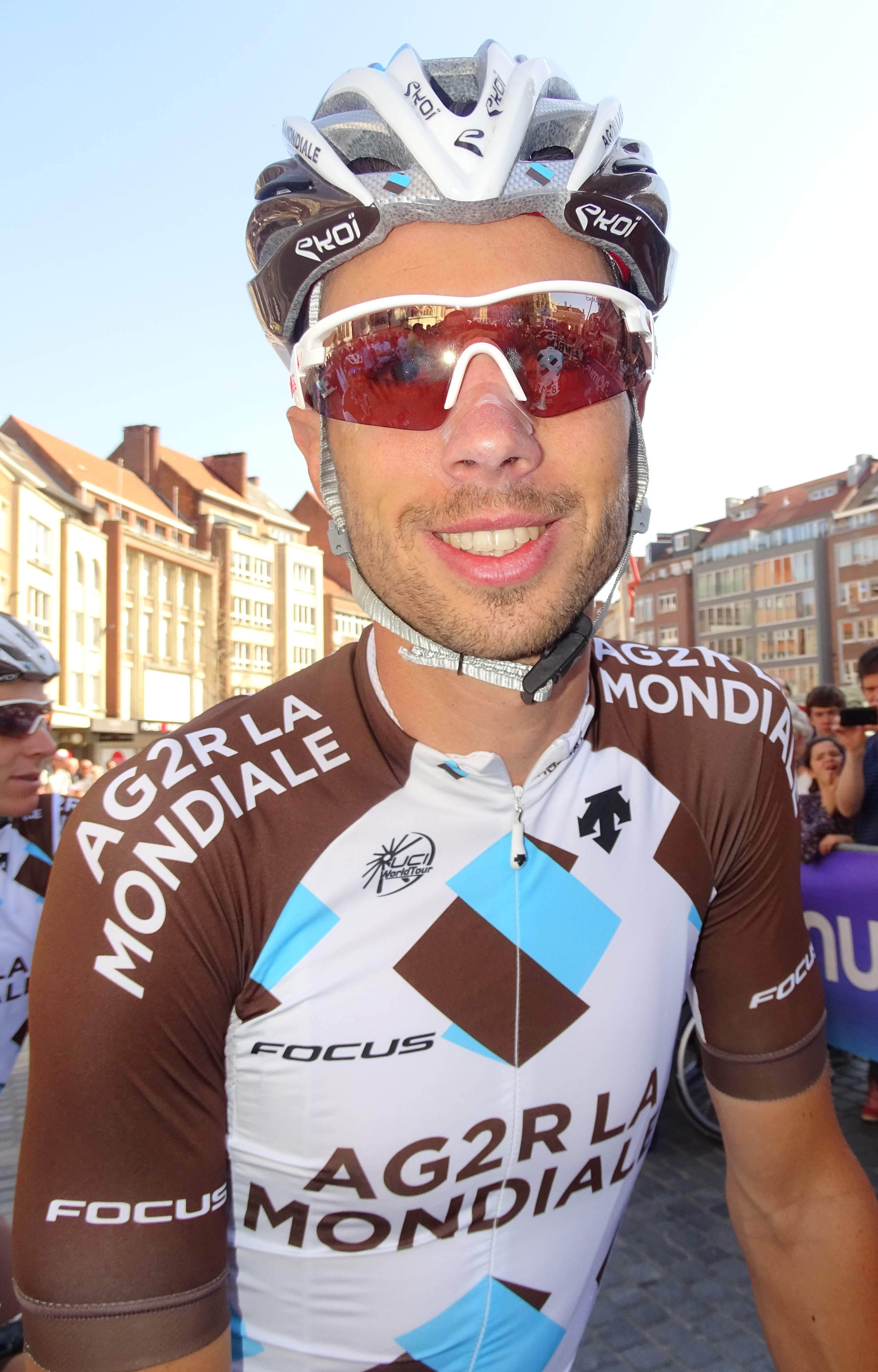
Mikael Cherel en 2015.
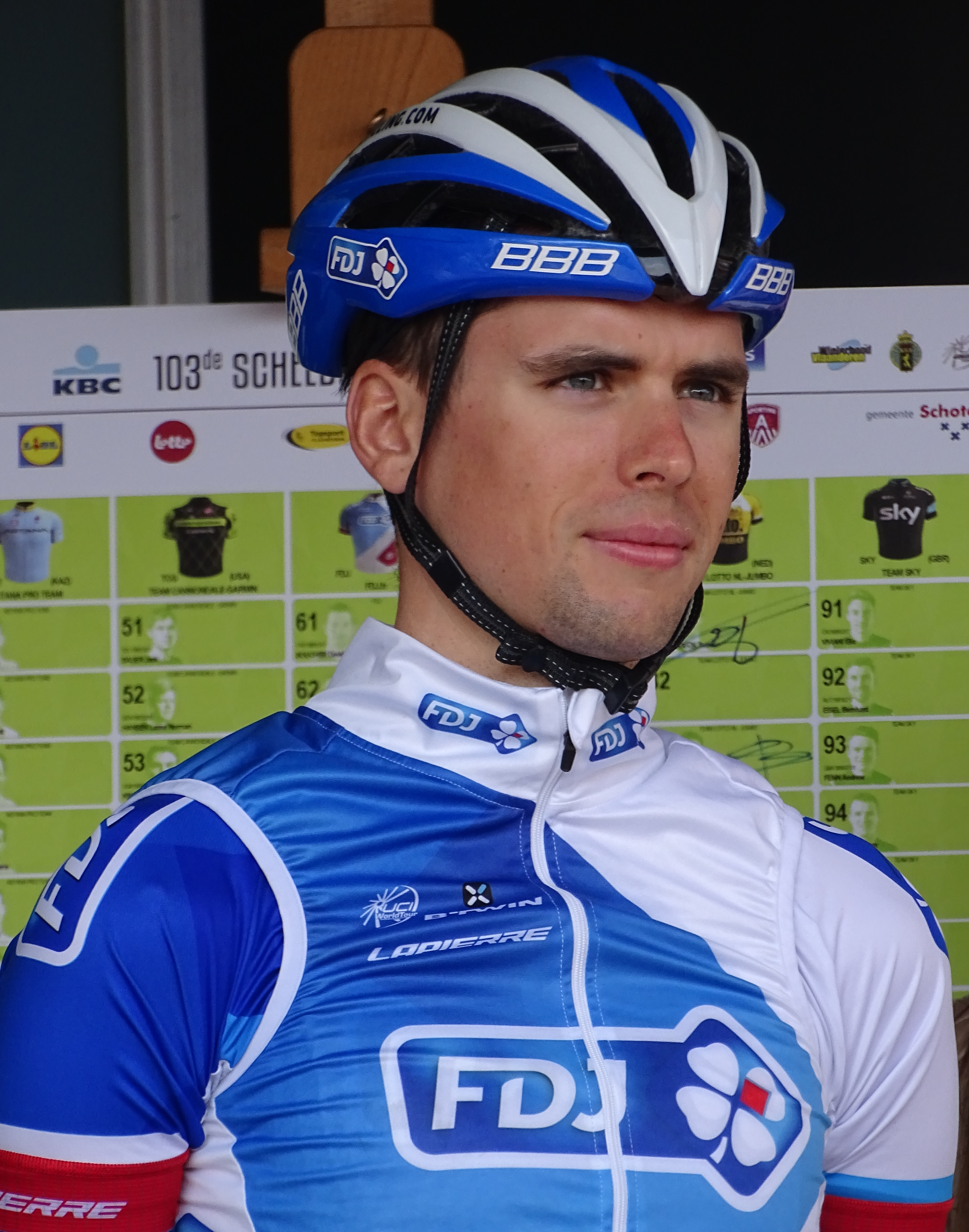
Arnaud Courteille en 2015.
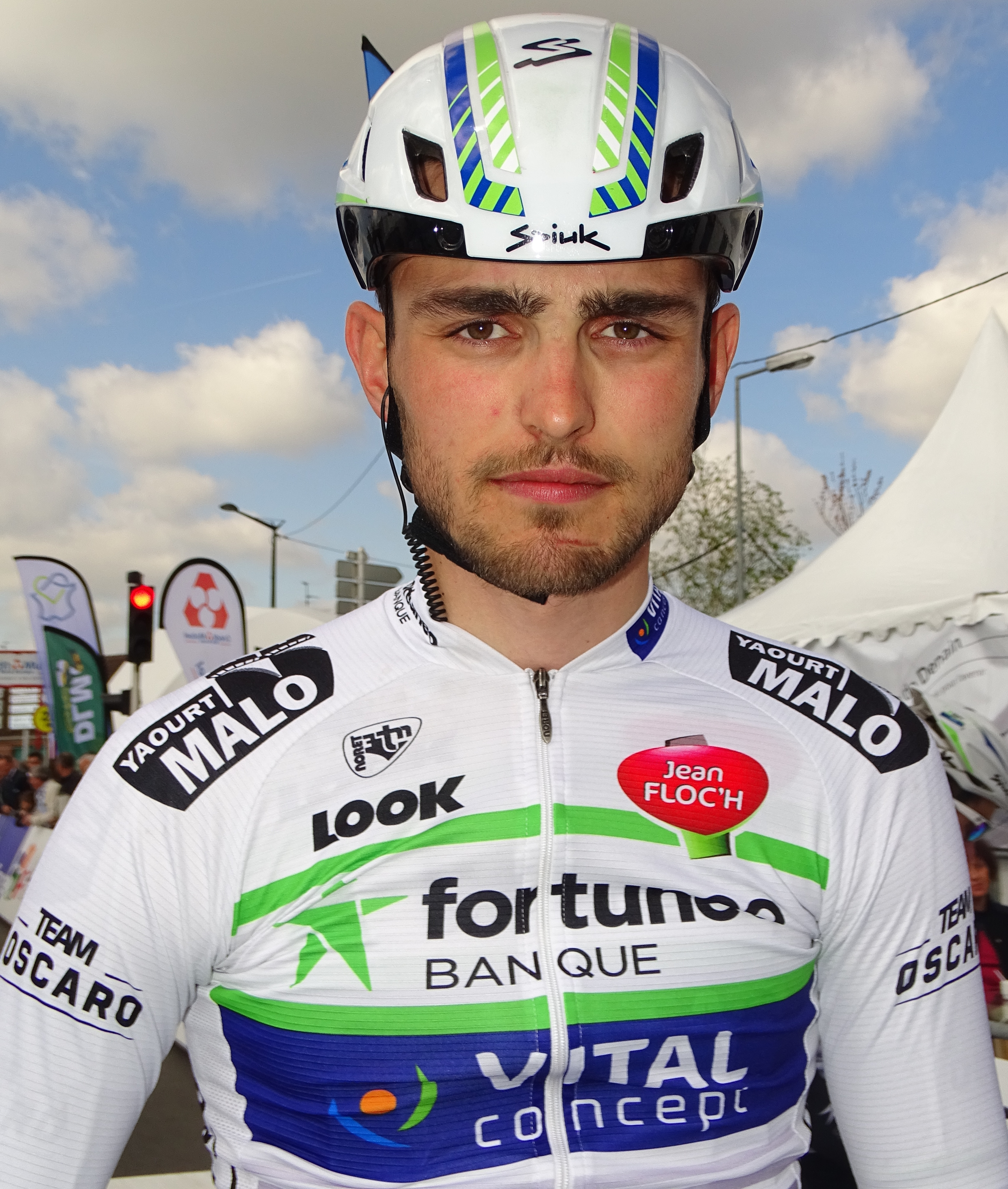
Maxime Daniel en 2017.
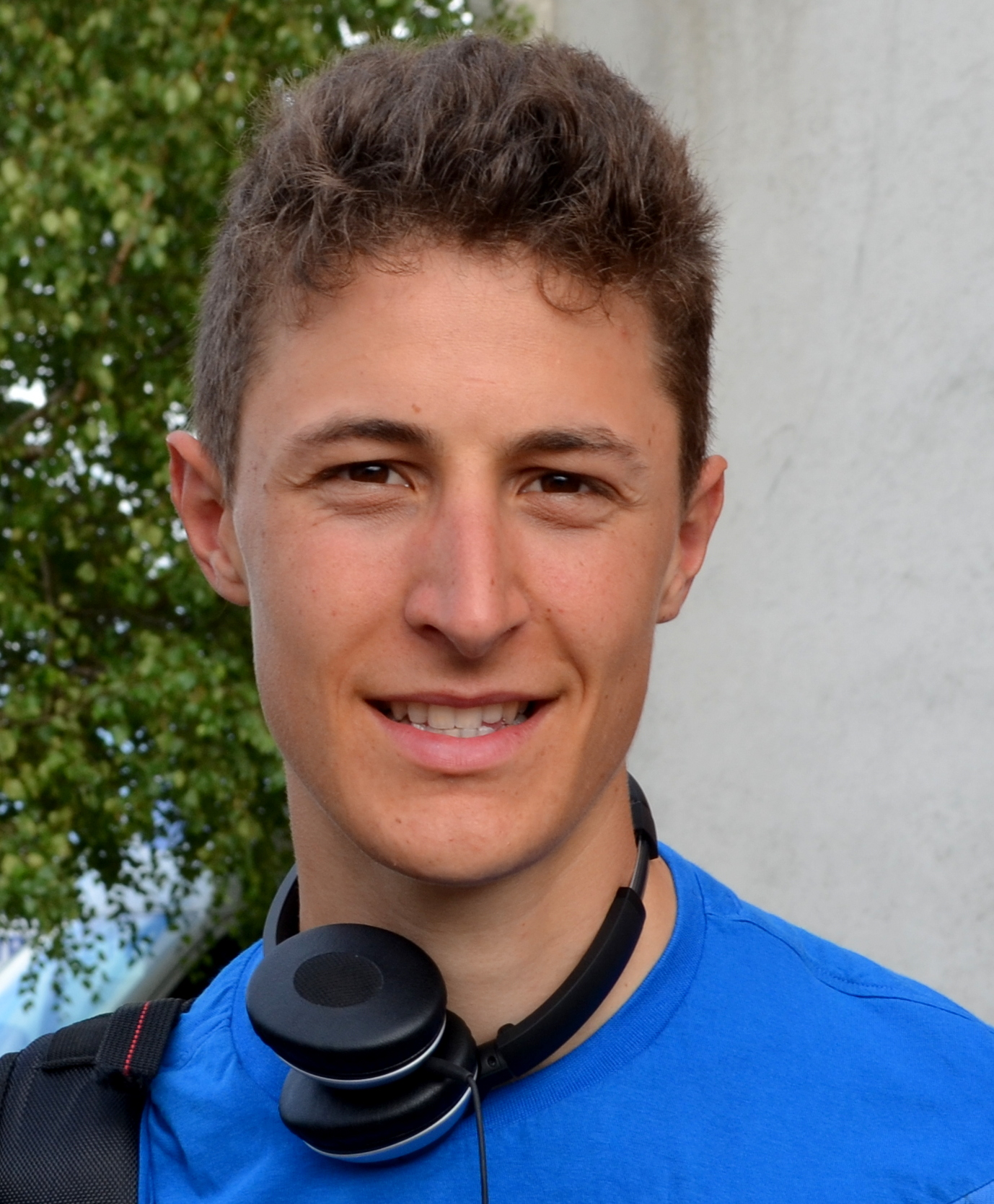
Pierre Gouault en 2015.
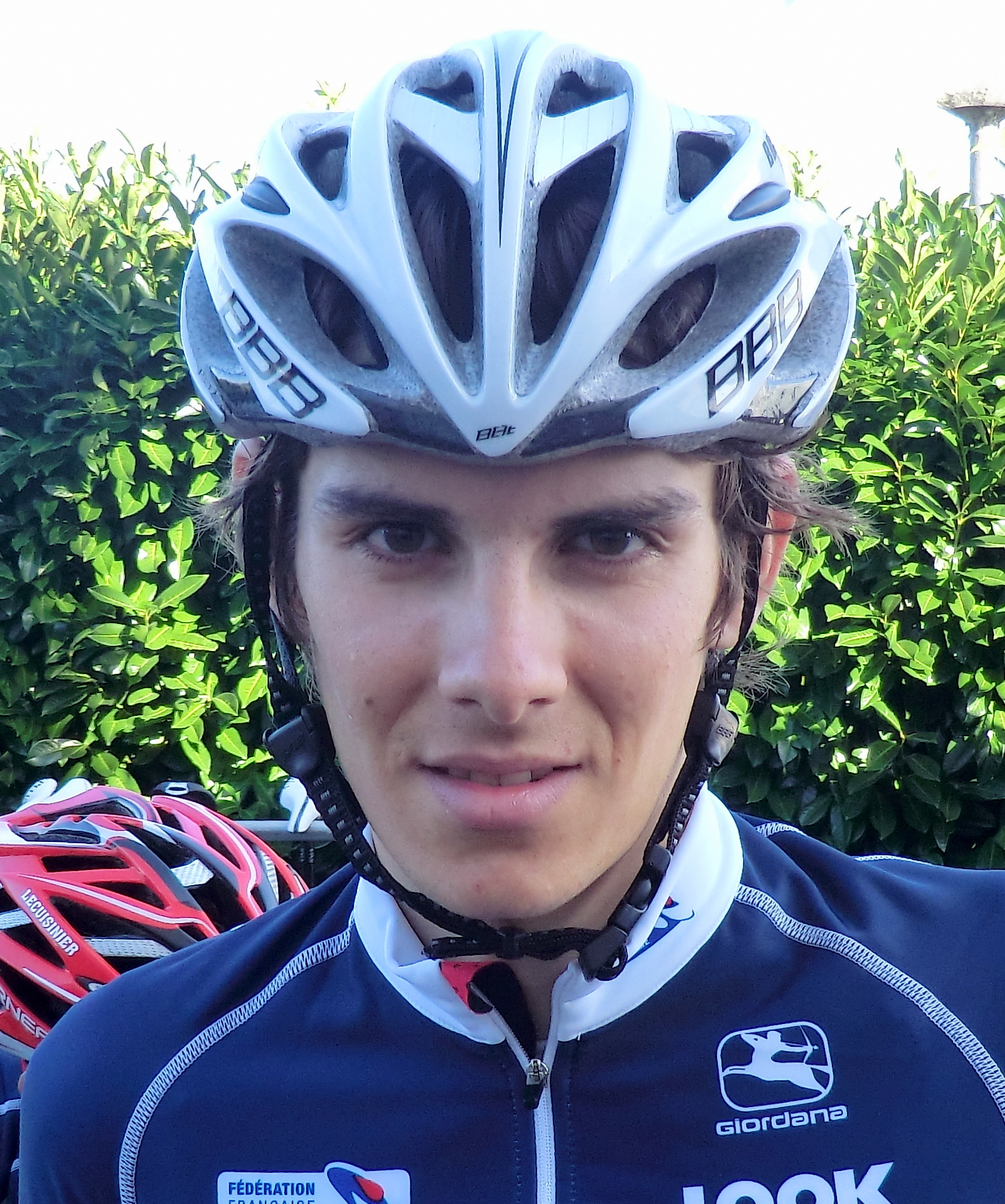
Guillaume Martin en 2013.
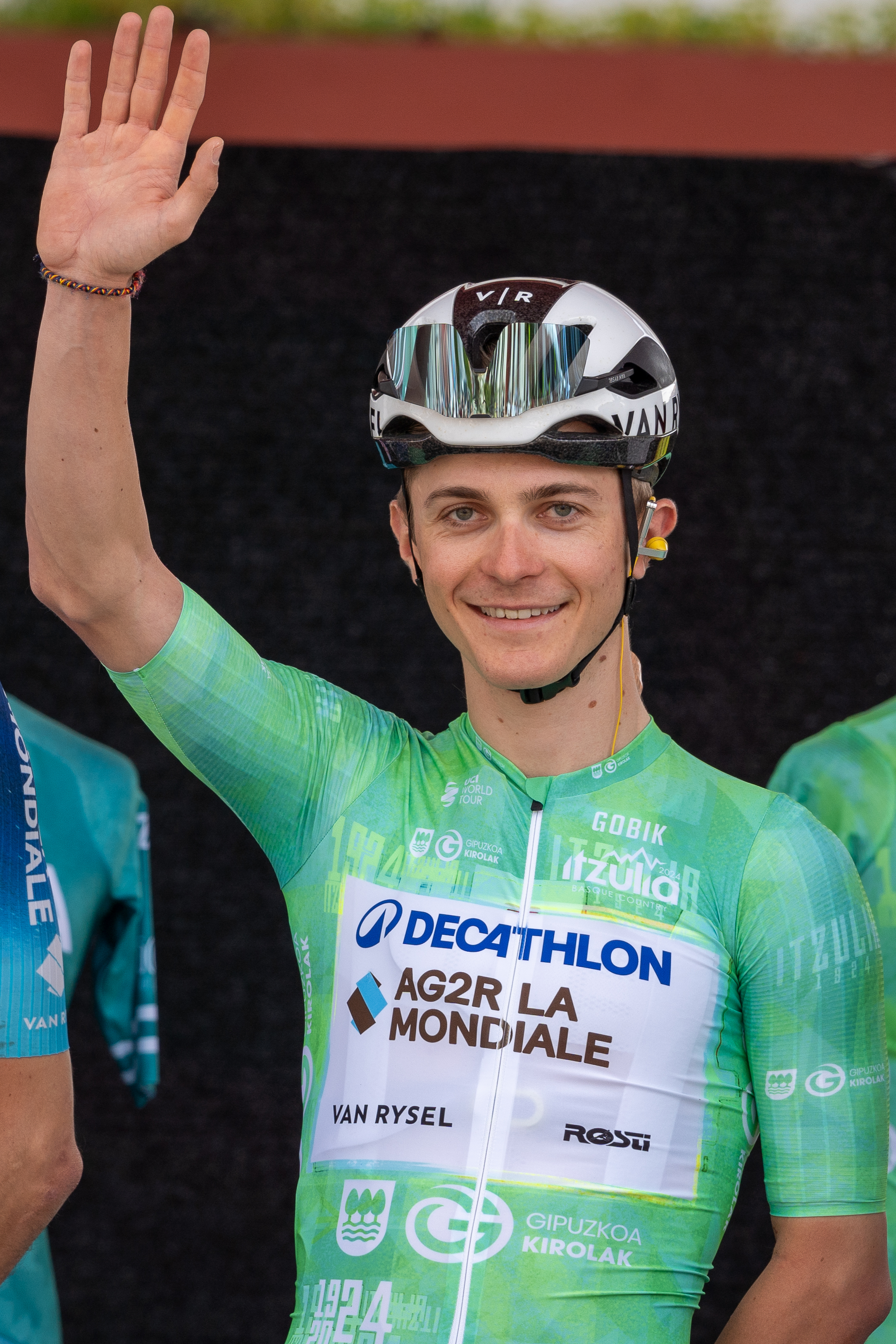
Paul Lapeira en 2024.